# Joseph-Louis Lagrange
Joseph Louis Lagrange, nascido como Giuseppe Lodovico Lagrangia (Turim, 25 de janeiro de 1736 – Paris, 10 de abril de 1813) foi um matemático italiano. O pai de Lagrange havia sido tesoureiro de guerra da Sardenha, tendo se casado com Marie-Thérèse Gros, filha de um rico físico. Foi o único de dez irmãos que sobreviveu à infância. Napoleão Bonaparte fez dele senador, conde do império e grande oficial da Legião de Honra.
Aos dezesseis anos tornou-se professor de matemática na Escola Real de Artilharia de Turim. Desde o começo foi um analista, nunca um geômetra, o que pode ser observado em Méchanique Analytique (Mecânica Analítica), sua obra-prima, projetada aos 19 anos, mas só publicada em Paris em 1788, quando Lagrange tinha cinquenta e dois anos. “Nenhum diagrama (desenho) será visto neste trabalho”, diz ele na abertura de seu livro, e acrescenta que “a ciência da mecânica pode ser considerada como a geometria de um espaço com quatro dimensões — três coordenadas cartesianas e um tempo-coordenada, suficientes para localizar uma partícula móvel tanto no espaço quanto no tempo”.
Organizou as pesquisas desenvolvidas pelos associados da Academia de Ciências de Turim. O primeiro volume das memórias da academia foi publicado em 1759, quando Lagrange tinha vinte e três anos.
Aos vinte e três anos aplicou o cálculo diferencial à teoria da probabilidade, indo além de Isaac Newton com um novo começo na teoria matemática do som, trazendo aquela teoria para o domínio da mecânica do sistema de partículas elásticas (ao invés da mecânica dos fluidos), sendo também eleito como membro estrangeiro da Academia de Ciências de Berlim (2 de Outubro de 1759).
Entre os grandes problemas que Lagrange resolveu encontra-se aquele da oscilação da Lua. Por que a Lua apresenta sempre a mesma face para a Terra? O problema é um exemplo do famoso Problema de Euler dos três corpos — a Terra o Sol e a Lua — atraindo-se uns aos outros, de acordo com a lei do inverso do quadrado da distância entre os seus centros de gravidade. Pela solução deste problema recebeu o Grande Prémio da Academia Francesa de Ciências, aos vinte e oito anos.
Tais sucessos levaram o Rei da Sardenha a oferecer a Lagrange todas as despesas pagas de uma viagem a Paris e Londres.
Ficou em Berlim vinte anos, onde se casou e enviuvou, tendo exercido a função de diretor da divisão físico-matemática da Academia de Berlim, onde fazia e refazia seus trabalhos, nunca se satisfazendo com o resultado, o que significou um desespero para os seus sucessores.
Em carta escrita para D’Alembert, em 1777, diz: “eu tenho sempre olhado a matemática como um objecto de diversão, mais do que de ambição, e posso afirmar para você que tenho mais prazer nos trabalhos de outros do que nos meus próprios, com os quais estou sempre insatisfeito”. E, em outra carta histórica de 15 de Setembro de 1782, diz ter quase terminado seu tratado de Mécanique Analytique, acrescentando que, como ainda não sabia quando nem como seria o livro impresso, não estava se apressando com os retoques finais.
Com a morte de Frederico o Grande, em 17 de agosto de 1786, solicitou sua dispensa. Foi permitida sob a condição de que continuasse a remeter trabalhos para a academia pelo período de alguns anos.
Voltou a seus trabalhos matemáticos como membro da Academia Francesa a convite de Luís. Foi recebido em Paris, em 1787, com grande respeito pela família real e pela academia. Viveu no Louvre até a Revolução, tendo-se tornado o favorito de Maria Antonieta.
Aos cinquenta e um anos, Lagrange sentia-se acabado. Era um caso claro de exaustão nervosa, pelo longo período de trabalho excessivo. Falava pouco, parecia estar sempre distraído e melancólico. Era a triste figura da indiferença, tendo perdido, inclusive, o gosto pela matemática.
A Tomada da Bastilha quebrou sua apatia. Recusou-se a deixar Paris. Quando o terror chegou, arrependeu-se de ter ficado. Era tarde para escapar. As crueldades destruíram a pouca fé que ele ainda tinha na natureza humana.
Terminada a revolução, foi tratado com muita tolerância. Um decreto especial garantiu-lhe uma pensão, e quando a inflação reduziu sua pensão a nada, foi indicado para professor da Escola Normal, que teve vida efêmera. Foi então indicado para professor da Escola Politécnica, fundada em 1797, tendo planejado o curso de matemática, sendo seu primeiro professor.
Em 1796, quando a França anexou o Piemonte a seu território, Taillerand foi enviado como emissário para dizer a seu pai, ainda vivendo em Turim: “seu filho, orgulho de Piemonte que o produziu, e da França que o possui, honra toda a humanidade por seu génio”.
Referindo-se a Isaac Newton, ele disse: “foi certamente o génio por excelência mas temos que concordar que ele foi também o que mais sorte teve: só se pode encontrar uma única vez o sistema solar para ser estabelecido. Ele teve sorte de ter chegado quando o sistema do mundo permanecia ignorado”.
Notando-lhe a enlevação alheada, durante uma sessão musical, alguém perguntou o que ele achava da música. E ele respondeu: “a música me isola; eu ouço os três primeiros compassos; no quarto eu já não distingo mais nada; entrego-me aos meus pensamentos; nada me interrompe; e é assim que eu tenho resolvido mais de um problema difícil.”
Seu último trabalho científico foi a revisão e complementação da Mécanique Analytique para a segunda edição, quando descobriu que seu corpo já não obedecia à sua mente. Morreu na manhã do dia 10 de Abril de 1813, com setenta e sete anos.

## Teorema do Valor Médio
Foi o primeiro a formular o teorema do valor médio.
Consiste em:
Seja f uma função que satisfaça as seguintes hipóteses:
- f é contínua no intervalo fechado [a,b];
- f é diferenciável no intervalo aberto (a,b).

Então existe um número c em (a, b) tal que:
{\displaystyle \mathrm {f} (b)-\mathrm {f} (a)=\mathrm {f'} (c)(b-a)\,\!}